# Nicolaus Episcopius

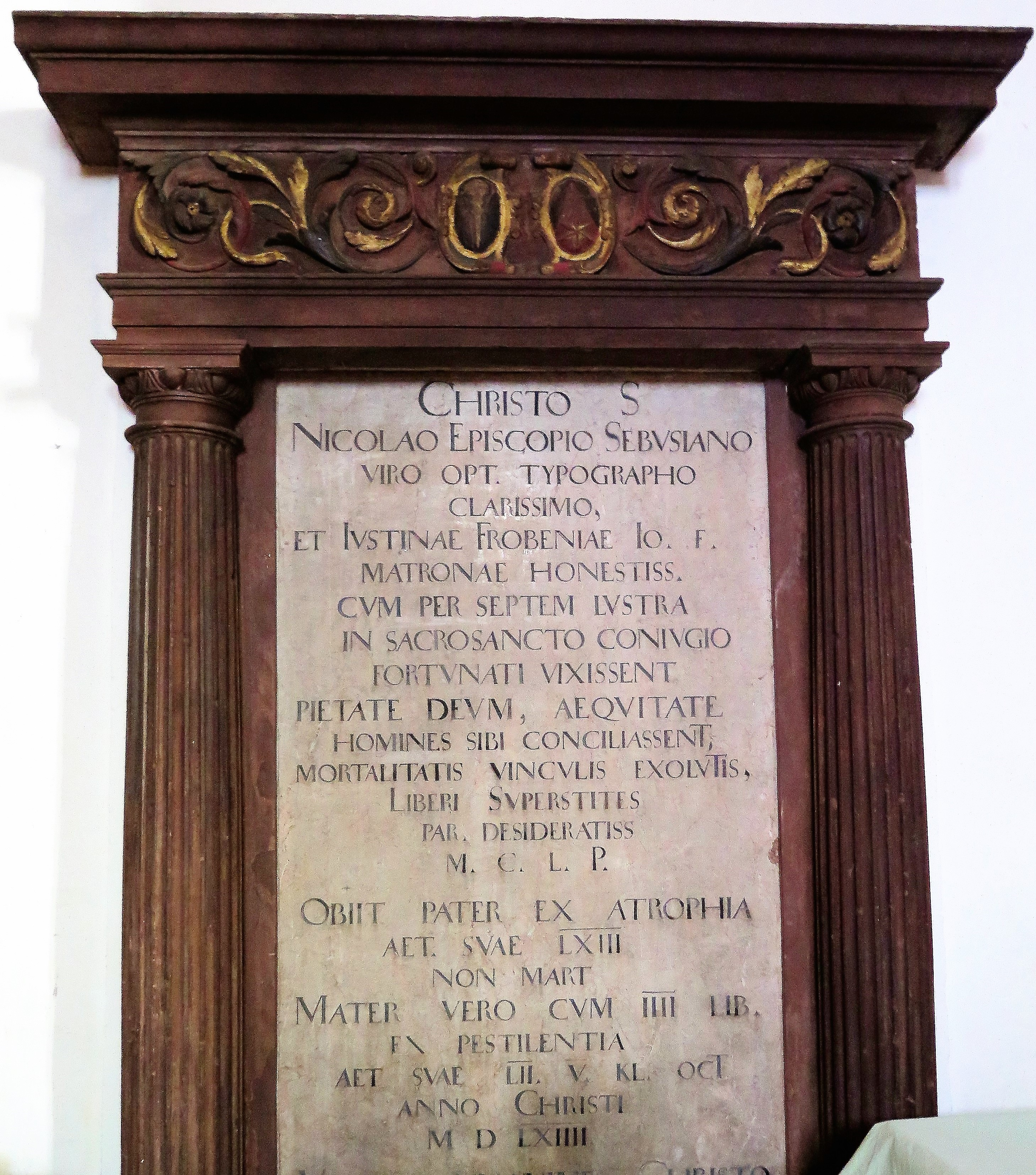
Epitaph des Nicolaus Episcopius in der Peterskirche Basel

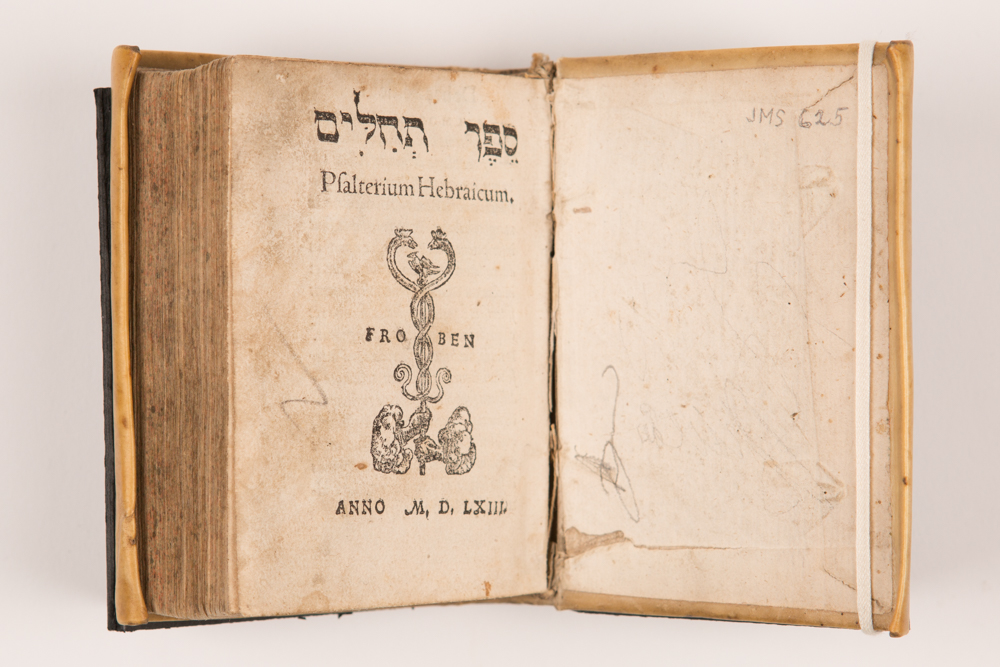
Nicolaus Episcopus, Psalterium Hebraicum gedruckt bei Hieronymus Froben, Basel 1563, in der Sammlung des Jüdischen Museums der Schweiz.

Nicolaus Episcopius der Ältere (* 1501 in Rittershofen im Elsass; † 7. März 1564) war ein Basler Buchdrucker.

## Leben
Nicolaus Episcopius (lateinisch für Bischoff) kam 1501 in Rittershofen in der Nähe von Weissenburg (Wissembourg) im Unterelsass zur Welt. Im März 1516 bereits als Tischgenosse des Basler Druckers Johannes Froben nachgewiesen, immatrikulierte er sich dann im Sommer 1518 an der Universität Basel. Spätestens im Sommer 1519 war Episcopius Korrektor beim selben Drucker und Verleger, auch war er mit dessen Sohn Hieronymus Froben befreundet. 1520 erhielt er das Basler Bürgerrecht, im selben Jahr wurde er zusammen mit Hieronymus Magister artium. 1529 heiratete er Hieronymus’ Schwester Justina Froben. Im gleichen Jahr trat Episcopius der Erbengemeinschaft bei, die die Offizin seines Schwiegervaters weiterführte und der bereits sein Schwager sowie Johannes Herwagen der Ältere angehörten („Officina Frobeniana“). Am 16. April wurde er als Buchdrucker in die Safranzunft aufgenommen. Nachdem Herwagen 1531 die Druckgemeinschaft verlassen hatte, teilten sich Nicolaus Episcopius und Hieronymus Froben die Leitung des Geschäfts, wobei Episcopius vor allem für den geschäftlichen Teil verantwortlich war. 1537 erhielt er von Kaiser Karl V. einen Wappenbrief. 1542 wurde er Mitglied des Ehegerichts und bekleidete später noch mehrere städtische Ämter.
Episcopius wohnte im Haus zum Sessel am Totengässlein (ehemals Johannes Frobens Haus). Wie Hieronymus Froben war er ein naher Freund von Erasmus von Rotterdam, zusammen mit Hieronymus Froben amtete er als dessen Testamentsvollstrecker. Er stand im Briefwechsel mit Gelehrten wie Beatus Rhenanus, Joachim Camerarius, Wolfgang Musculus und Vadian.  1557 gab er einen Druck zusammen mit Matthias Harscher heraus, ansonsten arbeitete er immer mit Hieronymus Froben; erst nach dem Tod des Kompagnons 1563 gab es noch eine zeitweilige Kooperation mit Johannes Oporin. Nicolaus Episcopius starb am 7. März 1564 an Schwindsucht. Seine Offizin übernahmen die Söhne Nicolaus der Jüngere und Eusebius (1540–1599).
Der Drucker Niklaus Bischoff übersetzte in lateinischen Zusammenhängen seinen Namen zu Episcopius, und unter diesem Namen sind er wie seine Bücher produzierenden nächsten Nachkommen bekannt. Der eigentliche Familienname ist aber Bischoff geblieben, und in deutschen Drucken nannte er sich auch so, zum Beispiel: « durch Jeronymus Froben / unnd Niclaus Bischoff» (Georg Agricola: Vom Bergkwerck XII Bücher. Basel 1557, Druckvermerk am Ende).

## Schaffen
Das gemeinsame Schaffen von Nicolaus Episcopius und Hieronymus Froben ist bei Hieronymus Froben dargestellt.